# サルビア・カメレアグネア
サルビア・カメレアグネア (Salvia chamelaeagnea) は、南アフリカの喜望峰西岸に分布する、潅木状の多年草であるサルビア。通常、河床、開けた原野、路傍の砂地に生育する。
草丈6フィート、幅4フィートまで成長し、0.75インチの薄いバイオレットブルーの花をつける。葉は小さく卵形で、擦るとわずかに薬のにおいがする。